# Bùi Anh Tuấn (nhà kinh tế)
Bùi Anh Tuấn (sinh năm 1964) là phó giáo sư, tiến sĩ kinh tế, một nhà nghiên cứu kinh tế của Việt Nam. Ông nguyên là Hiệu trưởng Trường Đại học Ngoại thương, một trường hàng đầu của Việt Nam về kinh tế và kinh doanh. Ông có nhiều công trình nghiên cứu về ứng dụng kinh tế trong các lĩnh vực chính sách, giáo dục và lao động.

## Xuất thân và giáo dục
Bùi Anh Tuấn sinh năm 1964 tại tỉnh Nam Định. Ông từng học tại Trường Trung học phổ thông Lê Hồng Phong, thành phố Nam Định. Sau đó, ông học đại học tại Trường Đại học Kinh tế Quốc dân (Hà Nội), khoa Kinh tế Lao động, và tốt nghiệp năm 1985. Ông tốt nghiệp thạc sĩ ngành Quản trị kinh doanh tại Đại học Yonsei Hàn Quốc năm 1995. Ông bảo vệ thành công luận án Tiến sĩ chuyên ngành Kinh tế lao động tại Trường Đại học Kinh tế Quốc dân năm 1998. Năm 2003, ông được bổ nhiệm học hàm Phó Giáo sư.

## Quản lý giáo dục
Ông có quá trình công tác lâu dài gắn liền với Trường Đại học Kinh tế Quốc dân từ năm 1985 tới năm 2010.
Ông từng đảm nhiệm các chức vụ Phó trưởng khoa của Khoa Sau đại học, Trưởng khoa của Khoa Quản lý Đào tạo Quốc tế và Trưởng phòng Quản lý Đào tạo  trong thời gian công tác tại Trường Đại học Kinh tế Quốc dân. Tháng 10 năm 2008, ông được bổ nhiệm làm Phó Hiệu trưởng Trường Đại học Kinh tế Quốc dân.
Tháng 11 năm 2010, ông Tuấn trở thành Cục trưởng Cục Khảo thí và Kiểm định chất lượng giáo dục (nay là Cục Quản lý chất lượng) thuộc Bộ Giáo dục và Đào tạo. Tháng 01 năm 2012, ông tiếp nhận vị trí Vụ trưởng Vụ Giáo dục Đại học thay cho ông Ngô Kim Khôi, Phó Vụ trưởng, sẽ kế nhiệm ông Tuấn trở thành Cục trưởng Cục Khảo thí và Kiểm định chất lượng giáo dục.
Vào năm 2015, tại Trường Đại học Ngoại thương, Hiệu trưởng Hoàng Văn Châu kết thúc nhiệm kỳ thứ hai mà vẫn chưa có người kế nhiệm  sau nhiều vụ lùm xùm làm nóng dư luận. Ngày 6 tháng 5 năm 2015, Bộ trưởng Bộ Giáo dục và Đào tạo điều động ông từ Bộ Giáo dục sang làm Hiệu trường Trường Đại học Ngoại thương.
Hiện PGS, TS Bùi Anh Tuấn cũng là Ủy viên BCH Đảng ủy Khối các trường ĐH, CĐ Hà Nội và Bí thư Đảng ủy Trường ĐHNT nhiệm kỳ 2020 - 2025.

## Tư tưởng và định hướng giáo dục
PGS.TS. Bùi Anh Tuấn nhấn mạnh vai trò của sự tử tế, bản lĩnh và trách nhiệm xã hội trong giáo dục. Ông thường xuyên chia sẻ với sinh viên về tầm quan trọng của việc nuôi dưỡng hoài bão, sáng tạo và kiên cường trước thử thách. 

## Thành tích và vinh danh
- Được trao tặng bằng khen của Liên hiệp các tổ chức hữu nghị Việt Nam vì những thành tích xuất sắc trong công tác đối ngoại nhân dân năm 2023. [8]
- Nhận giấy khen của Giám đốc Công an TP. Hà Nội vì thành tích trong phong trào Toàn dân bảo vệ an ninh Tổ quốc.
- Năm 2025, được Chủ tịch nước tặng Huân chương Lao động hạng Nhì cho những thành tích xuất sắc trong quá trình công tác, góp phần vào sự nghiệp xây dựng chủ nghĩa xã hội và bảo vệ tổ quốc.[9]